# Sheffield FC-Hallam FC (1860)
Sheffield FC-Hallam FC è stata la prima partita nella storia del calcio; l'incontro si svolse il 26 dicembre 1860 allo stadio Sandygate Road di Sheffield.

## Partita
La partita, che rappresentava un derby dato che entrambe le squadre avevano sede nella città di Sheffield, si svolse con un apparato normativo ancora rudimentale; era peraltro valido il fair catch, ovvero la possibilità di intercettare con le mani un passaggio aereo per giocare in seguito il pallone con i piedi. L'incontro andò in scena al Sandygate Road di Sheffield, che sarebbe poi divenuto lo stadio casalingo dell'Hallam FC.
Ad imporsi fu lo Sheffield FC con il punteggio di 2-0, grazie al gol iniziale del capitano Nathaniel Creswick e al raddoppio di un calciatore sconosciuto; dai tabellini dell'epoca non risulta inoltre il numero effettivo di calciatori in campo, sebbene alcune fonti mai confermate ne indichino dodici per parte.

## Tabellino
| Arbitro: | Richard Douglas |

| |            | |
| N. Creswick ? | Marcatori  | |
| N. Creswick W. Baker H. Chambers A. Dixon R. Favell T. Gould M. Hall E. Moore W. Prest D. Sellars W. Turton A. Wightman | Formazioni | J. Shaw B. Elliott G. Elliott A. Hobson H. Moore A. Pearson J. Pye-Smith J. Snape F. Vickers T. Vickers F. Warburton A. Waterfall |

## Commemorazioni
Per celebrare il centocinquantesimo anniversario della partita, il 26 dicembre 2010 si sarebbe dovuta disputare un'amichevole tra Sheffield FC e Hallam FC allo stadio Sandygate Road di Sheffield; tuttavia, l'incontro fu rinviato a causa delle forti nevicate e si giocò il 2 maggio 2011.